# Iaroși, Lebedîn
Iaroși (în ucraineană Яроші) este un sat în comuna Harbuzivka din raionul Lebedîn, regiunea Sumî, Ucraina.

## Demografie
Componența lingvistică a localității Iaroși
     Ucraineană (100%)
Conform recensământului din 2001, toată populația localității Iaroși era vorbitoare de ucraineană (100%).